# (91215) 1999 AN
1999 أي أن (ويعرف أيضًا باسم (91215) 1999 أي أن وفق تسمية الكوكب الصغير) (بالإنجليزية: 1999 AN) هو كويكب ضمن حزام الكويكبات؛ وترتيبه 91215 من حيث الاكتشاف.
اكتُشف هذا الجُرم الفلكي بواسطة لينكا كوتكوفا في 5 يناير 1999.

## وصلات خارجية
- (91215) 1999 AN في قاعدة بيانات مختبر الدفع النفاث لأجرام النظام الشمسي الصغيرة

- الاكتشاف · مخطط المدار ·  العناصر المدارية · المعلمات المادية

- (91215) 1999 AN على موقع ويكي سكاي: DSS2, SDSS, GALEX, IRAS, Hydrogen α, X-Ray, Astrophoto, Sky Map, Articles and images